# Teratozephyrus doni
Teratozephyrus doni är en fjärilsart som beskrevs av Robert Christopher Tytler 1915. Teratozephyrus doni ingår i släktet Teratozephyrus och familjen juvelvingar. Inga underarter finns listade i Catalogue of Life.